# Bol Ladies Open
O Bol Ladies Open (oficialmente: Croatian Bol Ladies Open) foi um torneio anual de tênis feminino no WTA Challenger Tour, disputado na cidade de Bol [en], na ilha croata de Brač, no Adriático. 
A primeira edição do torneio foi realizada no final de abril de 1991 e novamente todos os anos de 1995 a 2003. O torneio foi então vendido para os organizadores do Western & Southern Open e transferido para Cincinnati. Em 2022, o torneio foi transferido para Makarska.

## Categorias
Esse torneio passou por várias classificações ao longo do tempo:
- Tier V (1991)
- Tier III (1995, 2000–03)
- Tier IV (1996–99)
- WTA 125K (2016–2021)

## Resultados passados

### Simples
| Ano                 | Nível | Campeã                                  | Vice-campeã                             | Resultado                               |
| ------------------- | ----- | --------------------------------------- | --------------------------------------- | --------------------------------------- |
| 1991                | V     | Sandra Cecchini                         | Magdalena Maleeva                       | 6–4, 3–6, 7–5                           |
| 1995                | III   | Sabine Appelmans                        | Silke Meier                             | 6–4, 6–3                                |
| 1996                | IV    | Gloria Pizzichini                       | Silvija Talaja                          | 6–0, 6–2                                |
| 1997                | IV    | Mirjana Lučić                           | Corina Morariu                          | 7–5, 6–7, 7–6                           |
| 1998                | IVa   | Mirjana Lučić (2)                       | Corina Morariu                          | 6–2, 6–4                                |
| 1999                | IV    | Corina Morariu                          | Julie Halard                            | 6–2, 6–0                                |
| 2000                | III   | Tina Pisnik                             | Amélie Mauresmo                         | 7–6, 7–6                                |
| 2001                | III   | Ángeles Montolio                        | Mariana Díaz Oliva                      | 3–6, 6–2, 6–4                           |
| 2002                | III   | Åsa Svensson                            | Iva Majoli                              | 6–3, 4–6, 6–1                           |
| 2003                | III   | Vera Zvonareva                          | Conchita Martínez G.                    | 6–1, 6–3                                |
| ↓ WTA 125K series ↓ |       |                                         |                                         |                                         |
| 2016                | 125K  | Mandy Minella                           | Polona Hercog                           | 6–2, 6–3                                |
| 2017                | 125K  | Aleksandra Krunić                       | Alexandra Cadanțu                       | 6–3, 3–0 ret.                           |
| 2018                | 125K  | Tamara Zidanšek                         | Magda Linette                           | 6–1, 6–3                                |
| 2019                | 125K  | Tamara Zidanšek (2)                     | Sara Sorribes Tormo                     | 7–5, 7–5                                |
| 2020                | 125K  | Cancelado devido à pandemia de COVID-19 | Cancelado devido à pandemia de COVID-19 | Cancelado devido à pandemia de COVID-19 |
| 2021                | 125K  | Jasmine Paolini                         | Arantxa Rus                             | 6–2, 7–6(7–4)                           |

### Duplas
| Ano                 | Nível | Campeãs                                 | Vice-campeãs                            | Resultado                               |
| ------------------- | ----- | --------------------------------------- | --------------------------------------- | --------------------------------------- |
| 1991                | V     | Laura Golarsa Magdalena Maleeva         | Sandra Cecchini Laura Garrone           | 6–3, 1–6, 6–4                           |
| 1995                | III   | Mercedes Paz Rene Simpson               | Laura Golarsa Irina Spîrlea             | 7–5, 6–2                                |
| 1996                | IV    | Laura Montalvo Paola Suárez             | Alexia Dechaume Alexandra Fusai         | 6–7, 6–3, 6–4                           |
| 1997                | IV    | Laura Montalvo (2) Henrieta Nagyová     | María José Gaidano Marion Maruska       | 6–3, 6–1                                |
| 1998                | IVa   | Laura Montalvo (3) Paola Suárez (2)     | Joannette Kruger Mirjana Lučić          | walkover                                |
| 1999                | IV    | Jelena Kostanić Michaela Paštiková      | Meghann Shaughnessy Andreea Vanc        | 7–5, 6–7, 6–2                           |
| 2001                | III   | Julie Halard Corina Morariu             | Tina Križan Katarina Srebotnik          | 6–2, 6–2                                |
| 2001                | III   | María Martínez Anabel Medina            | Nadia Petrova Tina Pisnik               | 7–5, 6–4                                |
| 2002                | III   | Tathiana Garbin Angelique Widjaja       | Elena Bovina Henrieta Nagyová           | 7–5, 3–6, 6–4                           |
| 2003                | III   | Petra Mandula Patricia Wartusch         | Emmanuelle Gagliardi Patty Schnyder     | 6–3, 6–2                                |
| ↓ WTA 125K series ↓ |       |                                         |                                         |                                         |
| 2016                | 125K  | Xenia Knoll Petra Martić                | Raluca Olaru İpek Soylu                 | 6–3, 6–2                                |
| 2017                | 125K  | Chuang Chia-jung Renata Voráčová        | Lina Gjorcheska Aleksandrina Naydenova  | 6–4, 6–2                                |
| 2018                | 125K  | Mariana Duque Mariño Wang Yafan         | Sílvia Soler Espinosa Barbora Štefková  | 6–3, 7–5                                |
| 2019                | 125K  | Timea Bacsinszky Mandy Minella          | Cornelia Lister Renata Voráčová         | 0–6, 7–6(7–3), [10–4]                   |
| 2020                | 125K  | Cancelado devido à pandemia de COVID-19 | Cancelado devido à pandemia de COVID-19 | Cancelado devido à pandemia de COVID-19 |
| 2021                | 125K  | Aliona Bolsova Katarzyna Kawa           | Ekaterine Gorgodze Tereza Mihalíková    | 6–1, 4–6, [10–6]                        |

## Outros
Existe um outro torneio da ITF chamado "Bluesun Bol Ladies Open" disputado nas mesmas quadras.